# 1907年
1907年（1907 ねん）は、西暦（グレゴリオ暦）による、火曜日から始まる平年。明治40年。

## 他の紀年法
- 干支：丁未
- 日本（月日は一致）
  - 明治40年
  - 皇紀2567年
- 中国
  - 清 : 光緖32年11月17日 - 光緖33年11月27日
- 朝鮮（月日は一致）
  - 大韓帝国 : 光武11年1月1日 - 7月19日、隆熙元年7月20日 - 12月31日
  - 檀紀4240年
- ベトナム
  - 阮朝 : 成泰18年11月17日 - 成泰19年7月27日、維新元年7月28日（グレゴリオ暦9月5日） - 11月27日
- 仏滅紀元：2449年閏10月2日 - 2450年閏9月11日
- ヒジュラ暦（イスラム暦）: 1324年11月16日 - 1325年11月26日
- ユダヤ暦：5667年4月15日 - 5668年4月26日
- 修正ユリウス日(MJD)：17576 - 17940
- リリウス日(LD)：118417 - 118781

※檀紀は、大韓民国で1948年に法的根拠を与えられたが、1962年からは公式な場では使用されていない。

## カレンダー
| 1月 |    |    |    |    |    |    |
| 日  | 月 | 火 | 水 | 木 | 金 | 土 |
|     |    | 1  | 2  | 3  | 4  | 5  |
| 6   | 7  | 8  | 9  | 10 | 11 | 12 |
| 13  | 14 | 15 | 16 | 17 | 18 | 19 |
| 20  | 21 | 22 | 23 | 24 | 25 | 26 |
| 27  | 28 | 29 | 30 | 31 |    |    |
|     |    |    |    |    |    |    |

| 2月 |    |    |    |    |    |    |
| 日  | 月 | 火 | 水 | 木 | 金 | 土 |
|     |    |    |    |    | 1  | 2  |
| 3   | 4  | 5  | 6  | 7  | 8  | 9  |
| 10  | 11 | 12 | 13 | 14 | 15 | 16 |
| 17  | 18 | 19 | 20 | 21 | 22 | 23 |
| 24  | 25 | 26 | 27 | 28 |    |    |
|     |    |    |    |    |    |    |

| 3月 |    |    |    |    |    |    |
| 日  | 月 | 火 | 水 | 木 | 金 | 土 |
|     |    |    |    |    | 1  | 2  |
| 3   | 4  | 5  | 6  | 7  | 8  | 9  |
| 10  | 11 | 12 | 13 | 14 | 15 | 16 |
| 17  | 18 | 19 | 20 | 21 | 22 | 23 |
| 24  | 25 | 26 | 27 | 28 | 29 | 30 |
| 31  |    |    |    |    |    |    |
|     |    |    |    |    |    |    |

| 4月 |    |    |    |    |    |    |
| 日  | 月 | 火 | 水 | 木 | 金 | 土 |
|     | 1  | 2  | 3  | 4  | 5  | 6  |
| 7   | 8  | 9  | 10 | 11 | 12 | 13 |
| 14  | 15 | 16 | 17 | 18 | 19 | 20 |
| 21  | 22 | 23 | 24 | 25 | 26 | 27 |
| 28  | 29 | 30 |    |    |    |    |
|     |    |    |    |    |    |    |

| 5月 |    |    |    |    |    |    |
| 日  | 月 | 火 | 水 | 木 | 金 | 土 |
|     |    |    | 1  | 2  | 3  | 4  |
| 5   | 6  | 7  | 8  | 9  | 10 | 11 |
| 12  | 13 | 14 | 15 | 16 | 17 | 18 |
| 19  | 20 | 21 | 22 | 23 | 24 | 25 |
| 26  | 27 | 28 | 29 | 30 | 31 |    |
|     |    |    |    |    |    |    |

| 6月 |    |    |    |    |    |    |
| 日  | 月 | 火 | 水 | 木 | 金 | 土 |
|     |    |    |    |    |    | 1  |
| 2   | 3  | 4  | 5  | 6  | 7  | 8  |
| 9   | 10 | 11 | 12 | 13 | 14 | 15 |
| 16  | 17 | 18 | 19 | 20 | 21 | 22 |
| 23  | 24 | 25 | 26 | 27 | 28 | 29 |
| 30  |    |    |    |    |    |    |
|     |    |    |    |    |    |    |

| 7月 |    |    |    |    |    |    |
| 日  | 月 | 火 | 水 | 木 | 金 | 土 |
|     | 1  | 2  | 3  | 4  | 5  | 6  |
| 7   | 8  | 9  | 10 | 11 | 12 | 13 |
| 14  | 15 | 16 | 17 | 18 | 19 | 20 |
| 21  | 22 | 23 | 24 | 25 | 26 | 27 |
| 28  | 29 | 30 | 31 |    |    |    |
|     |    |    |    |    |    |    |

| 8月 |    |    |    |    |    |    |
| 日  | 月 | 火 | 水 | 木 | 金 | 土 |
|     |    |    |    | 1  | 2  | 3  |
| 4   | 5  | 6  | 7  | 8  | 9  | 10 |
| 11  | 12 | 13 | 14 | 15 | 16 | 17 |
| 18  | 19 | 20 | 21 | 22 | 23 | 24 |
| 25  | 26 | 27 | 28 | 29 | 30 | 31 |
|     |    |    |    |    |    |    |

| 9月 |    |    |    |    |    |    |
| 日  | 月 | 火 | 水 | 木 | 金 | 土 |
| 1   | 2  | 3  | 4  | 5  | 6  | 7  |
| 8   | 9  | 10 | 11 | 12 | 13 | 14 |
| 15  | 16 | 17 | 18 | 19 | 20 | 21 |
| 22  | 23 | 24 | 25 | 26 | 27 | 28 |
| 29  | 30 |    |    |    |    |    |
|     |    |    |    |    |    |    |

| 10月 |    |    |    |    |    |    |
| 日   | 月 | 火 | 水 | 木 | 金 | 土 |
|      |    | 1  | 2  | 3  | 4  | 5  |
| 6    | 7  | 8  | 9  | 10 | 11 | 12 |
| 13   | 14 | 15 | 16 | 17 | 18 | 19 |
| 20   | 21 | 22 | 23 | 24 | 25 | 26 |
| 27   | 28 | 29 | 30 | 31 |    |    |
|      |    |    |    |    |    |    |

| 11月 |    |    |    |    |    |    |
| 日   | 月 | 火 | 水 | 木 | 金 | 土 |
|      |    |    |    |    | 1  | 2  |
| 3    | 4  | 5  | 6  | 7  | 8  | 9  |
| 10   | 11 | 12 | 13 | 14 | 15 | 16 |
| 17   | 18 | 19 | 20 | 21 | 22 | 23 |
| 24   | 25 | 26 | 27 | 28 | 29 | 30 |
|      |    |    |    |    |    |    |

| 12月 |    |    |    |    |    |    |
| 日   | 月 | 火 | 水 | 木 | 金 | 土 |
| 1    | 2  | 3  | 4  | 5  | 6  | 7  |
| 8    | 9  | 10 | 11 | 12 | 13 | 14 |
| 15   | 16 | 17 | 18 | 19 | 20 | 21 |
| 22   | 23 | 24 | 25 | 26 | 27 | 28 |
| 29   | 30 | 31 |    |    |    |    |
|      |    |    |    |    |    |    |

## できごと

### 1月
- 1月6日 - マリア・モンテッソーリ、ローマで労働者階級の子供のために彼女の最初の学校およびデイケアセンターを開く。
- 1月21日 - 東京株式相場が暴落し、日露戦争後の恐慌が始まる。
- 「演藝画報」（「演劇界」の前身）創刊。

### 2月
- 2月4日 - 足尾銅山で労働争議が起こる。
- 2月5日 - 日清紡績設立。
- 2月11日 - 高知県斗賀野村（現在の佐川町）で、平地の竹藪の竹が折れるほどの大雪が観測される[1]。
- 2月22日 - 奥村組創業。
- 2月23日 - 麒麟麦酒設立。

### 3月
- 3月6日 - 玉川電気鉄道が道玄坂上・三軒茶屋間に玉川線を開業（8月に玉川まで延伸）。
- 3月15日 - フィンランドで最初の議会選挙（ - 3月16日）。女性候補が出馬した世界で最初の選挙であるとともに、普通選挙権が適用されたヨーロッパで最初の選挙となる。
- 3月20日 - 東京府勧業博覧会開催（上野公園）（ - 7月31日）。
- 3月21日 - 小学校令改正。義務教育が6年間となる。
- ベトナムでファン・チュー・チンらがハノイに東京義塾を設立する。
- パブロ・ピカソが絵画「アビニヨンの娘たち」を完成させる。

### 4月
- 4月1日 - 南満洲鉄道開業。
- 4月1日 - 寿屋（サントリー）が赤玉ポートワイン（赤玉スイートワイン）を発売。
- 4月16日 - 救世軍創設者のウィリアム・ブース大将が来日、その後約40日にわたって日本各地を「転戦」する。
- 4月24日 - 刑法公布（1908年10月1日施行）。
- 栃木県に安蘇郡立佐野高等女学校（現・栃木県立佐野東高等学校）開校。

### 5月
- 5月6日 - 遣英答礼大使として伏見宮貞愛親王が訪英。
- 5月13日 - 茨城県に江戸崎町他三ヶ村組合立農学校（現・茨城県立江戸崎総合高等学校）開校。

### 6月
- 6月4日 - 別子銅山で暴動発生。軍隊が出動する騒ぎとなる[2]。
- 6月5日 - BAPSスワミナラヤン教が確立。
- 6月10日 - 日仏協約調印。清の独立・領土保全が約束され、両国の勢力範囲が確認される。
- 6月15日 - 第2回万国平和会議開催（ - 10月18日）。大韓帝国がハーグに密使を送る（ハーグ密使事件）。
- 6月22日 - 東北帝国大学設置に関する勅令（第236号）が公布される。
- 6月26日 - ボリシェヴィキがチフリス（トビリシ）で現金輸送車を襲撃、40人前後の死者を出す（1907年チフリス銀行強盗事件）。

### 7月
- 7月20日 - 福岡・豊国炭鉱で爆発事故。死者365人を出す明治期最悪の炭鉱事故となる。
- 7月24日 - 第三次日韓協約締結。韓国政府に日本人が採用されることなどが取り決めされる。
- 7月30日 - 第一次日露協約調印。

### 8月
- 8月1日
  - 韓国軍隊が解散され、抗日運動が激化する。
  - ロバート・ベーデン＝パウエル、イギリスのブラウンシー島でスカウトの最初のキャンプブラウンシー島実験キャンプを実施（ - 8月9日）。
- 8月22日 - 日本の山梨県で明治40年の大水害が発生（ - 同25日）。
- 8月31日 - 英露協商締結。イランとアフガニスタンにおける両国の勢力圏が確認される。露仏同盟・英仏協商とあわせて三国協商が成立。

### 9月
- 9月1日
  - 三越大阪店に百貨店初の美術部「新美術部」が創設される。
  - 東北帝国大学が発足し、札幌農学校が東北帝国大学農科大学となる。
- 9月11日 - 電機学校（東京電機大学の前身）創立。
- 9月26日 - ニュージーランドがイギリスの自治領となる。

### 10月
- 10月18日 -ハーグ陸戦協定（陸戰ノ法規慣例ニ關スル條約）締結。
- 10月19日 - 箕面有馬電気軌道（後の阪急電鉄）開業。
- 10月24日 - ジョン・ピアポント・モルガン、エドワード・ヘンリー・ハリマン、ジェームズ・スティルマン、ヘンリー・クレー・フリックおよび他のウォールストリートの銀行家が、1907年の銀行パニックの舞台となっていたニューヨーク証券取引所の急落する株価へ投資するべく2500万ドルのプールを作成し、アメリカの金融危機を防ぐ。
- 小山内薫が「新思潮」を創刊。
- 京城高等商業学校が東洋協会専門学校（現拓殖大学）京城分校として創立。

### 11月
- 11月14日 - 日本統治下の台湾で北埔事件おこる。
- 11月16日 - アメリカ合衆国が日本人労働者移民の渡航制限を要請する。

### 12月
- 12月19日 - ペンシルベニア州ジェーコブス・クリークの炭鉱中の爆発、死者239人を出す。
- 12月25日 - 第24議会召集。
- 目黒競馬場開設。

### 日付不詳
- ルイ・ボーフロンがエスペラントの改造案として人工言語のイド語を発表。
- オーストリア、スウェーデンで男子普通選挙制度が採用される。
- ノルウェーで女性参政権が認められる。
- アンリ・ベルクソン「創造的進化」。
- ウィリアム・ジェームズ「プラグマティズム」。
- モーリス・ルブラン、アルセーヌ・ルパンシリーズ第一作『怪盗紳士アルセーヌ・ルパン』。
- 田山花袋『蒲団』。
- 夏目漱石『虞美人草』 （「朝日新聞」）。
- フランスのポール・コルニュ（Paul Cornu）が約2mの高さで20秒間のホバリングに成功した。
- ラザフォードら、α粒子がヘリウム原子核であることを発見。
- ヘレロ戦争が終結。
- 小岩井農場がイギリスから日本に繁殖牝馬を輸入（小岩井農場の基礎輸入牝馬）
- 日本メソヂスト教会成立。
- 高知県に銃殺捕鯨が導入される[3]。

## 誕生

### 1月
- 1月1日 - レオニード・ブレジネフ、ソビエト連邦書記長（+ 1982年）
- 1月1日 - 清水元、俳優（+ 1972年）
- 1月1日 - 人見絹枝、陸上競技選手（+ 1931年）
- 1月9日 - 北猛夫、美術監督（+ 1979年）
- 1月11日 - 山岡荘八、小説家（+ 1978年）
- 1月12日 - セルゲイ・コロリョフ、ロシアのロケット科学者（+ 1966年）
- 1月12日 - 田上穣治、法学者（+ 1991年）
- 1月12日 - 真野春美、プロ野球選手（+ 没年不明）
- 1月14日 - 陸奥イアン陽之助（+2002年）
- 1月18日 - 岸田九一郎、照明技師（+ 1996年）
- 1月22日 - 堀野正雄、写真家（+ 1998年）
- 1月23日 - 湯川秀樹、物理学者（+ 1981年）
- 1月23日 - ダン・デュリエ、アメリカ合衆国の俳優（+ 1968年）
- 1月25日 - 火野葦平、小説家（+ 1960年）
- 1月28日 - メリタ・ブルナー、フィギュアスケート選手（+ 2003年）
- 1月29日 - マキノ智子、映画女優（+ 1984年）
- 1月30日 - 高見順、小説家・詩人（+ 1965年）

### 2月
- 2月1日 - 林弘高、元吉本興業社長、芸能プロモーター（+ 1971年）
- 2月3日 - ウォルト・モーレー、児童文学作家（+ 1992年）
- 2月3日 - ジェームズ・ミッチェナー、小説家（+ 1997年）
- 2月4日 - オットー・オーレンドルフ、ナチス・ドイツ親衛隊中将（+ 1951年）
- 2月6日 - 亀井勝一郎、文芸評論家（+ 1966年）
- 2月6日 - 原健三郎、政治家、第65代衆議院議長（+ 2004年）
- 2月10日 - 津田恭介、薬学者・有機化学者（+ 1999年）
- 2月12日 - 豊田三郎、小説家（+ 1959年）
- 2月15日 - ジャン・ラングレー、フランスの作曲者およびオルガン奏者（+ 1991年）
- 2月17日 - 志村立美、画家（+ 1980年）
- 2月17日 - 小林宏治、実業家（+ 1996年）
- 2月18日 - 韓徳銖、朝鮮民主主義人民共和国の政治家 (+ 2001年)
- 2月24日 - マージョリー・コートニー＝ラティマー、博物館員、シーラカンス現生種の発見者（+ 2004年）
- 2月25日 - 市川右太衛門、俳優（+ 1999年）
- 2月27日 - 橋本宇太郎、囲碁棋士（+ 1994年）

### 3月
- 3月4日 - マリア・ブラニャス・モレラ、スーパーセンテナリアン（+ 2024年）
- 3月5日 - 渡邉智哲、男性世界最高齢者、（+ 2020年）
- 3月8日 - コンスタンディノス・カラマンリス、ギリシアの政治家（+ 1998年）
- 3月8日 - 井染四郎、俳優（+ 1943年）
- 3月9日 - 荒舩清十郎、政治家（+ 1980年）
- 3月9日 - ミルチャ・エリアーデ、ルーマニア出身の宗教学者（+ 1986年）
- 3月10日 - 石井桃子、児童文学作家（+ 2008年）
- 3月11日 - ヘルムート・イェームス・フォン・モルトケ、反ナチス・ドイツ運動家（+ 1945年）
- 3月15日 - 川田晴久、俳優・歌手・コメディアン（+ 1957年）
- 3月15日 - 真壁仁、詩人（+ 1984年）
- 3月15日 - 堀尾文人、プロ野球選手（+ 1949年）
- 3月17日 - 三木武夫、第66代内閣総理大臣（+ 1988年）
- 3月20日 - 出羽湊利吉、大相撲の力士・元関脇（+ 1964年）
- 3月20日 - 山下実、プロ野球選手（+ 1995年）
- 3月22日 - 飯田覚三、俳優（+ 没年不明）
- 3月27日 - 河野壽、陸軍軍人・二・二六事件の首謀者の一人 (+1936年)
- 3月30日 - 森田茂、洋画家（+ 2009年）

### 4月
- 4月1日 - 犬養孝、万葉学者（+ 1998年）
- 4月2日 - ルーク・アップリング、メジャーリーガー（+ 1991年）
- 4月3日 - 下田武三、外交官・最高裁判所裁判官・プロ野球コミッショナー（+ 1995年）
- 4月3日 - アイザック・ドイッチャー、マルクス主義思想家・ソ連研究者（+ 1967年）
- 4月8日 - 山口慎一、翻訳家・文芸評論家（+ 1980年）
- 4月12日 - イモージェン・ホルスト、グスターヴ・ホルストの娘、音楽学者（+ 1984年）
- 4月15日 - ニコ・ティンバーゲン、動物行動学者・鳥類学者（+ 1988年）
- 4月16日 - 愛新覚羅溥傑、満洲国皇帝溥儀の弟（+ 1994年）
- 4月18日 - ラース・ヴァレリアン・アールフォルス、数学者（+ 1996年）
- 4月23日 - ドルフ・カミリ、メジャーリーガー（+ 1997年）
- 4月25日 - 巽フサ、 スーパーセンテナリアン・日本最高齢者（+ 2023年）
- 4月26日 - 山本健吉、文芸評論家（+ 1988年）
- 4月29日 - 中原中也、詩人（+ 1937年）
- 4月29日 - ティーノ・ロッシ、フランスの歌手（+ 1983年）

### 5月
- 5月3日 - 大塚久雄、経済史研究家（+ 1996年）
- 5月5日 - 松平頼則、作曲家（+ 2001年）
- 5月6日 - 井上靖、小説家・詩人（+ 1991年）
- 5月12日 - キャサリン・ヘプバーン、女優（+ 2003年）
- 5月14日 - 伊藤勝三[4]、プロ野球選手（+ 1982年）
- 5月15日 - 島田一男、小説家・脚本家（+ 1996年）
- 5月18日 - 朝融王妃知子女王、皇族、久邇宮朝融王妃（+ 1947年）
- 5月18日 - クリフォード・カーゾン、ピアニスト（+ 1982年）
- 5月22日 - エルジェ、漫画家（+ 1983年）
- 5月22日 - ローレンス・オリヴィエ、俳優（+ 1989年）
- 5月26日 - ジョン・ウェイン、俳優（+ 1979年）
- 5月27日 - レイチェル・カーソン、生物学者（+ 1964年）
- 5月30日 - エリー・バインホルン、ドイツのパイロット（+ 2007年）

### 6月
- 6月5日 - 夏目純一、ヴァイオリニスト（+ 1999年）
- 6月6日 - ビル・ディッキー、メジャーリーガー（+ 1993年）
- 6月7日 - マリオ・フィリッペスキ、テノール歌手（+ 1979年）
- 6月17日 - 村田武雄、脚本家（+ 1994年）
- 6月22日 - ジョコンダ・デ・ヴィート、ヴァイオリニスト（+ 1994年）
- 6月24日 - 靉光、洋画家（+ 1946年）
- 6月28日 - フランチスカ・テメルソン、ポーランド、後に英国の、芸術家およびフィルムメーカー（+ 1989年）

### 7月
- 7月6日 - フリーダ・カーロ、画家（+ 1954年）
- 7月7日 - ロバート・A・ハインライン、SF作家（+ 1988年）
- 7月8日 - 伊東光一、俳優（+ 没年不明）
- 7月9日 - 清水幾太郎、社会学者、思想家（+ 1988年）
- 7月10日 - 吉行あぐり、元美容師、作家吉行エイスケの妻、作家吉行淳之介、女優吉行和子、作家吉行理恵の母（+ 2015年）
- 7月22日 - 江田三郎、政治家（+ 1977年）
- 7月23日 - 宮武三郎、プロ野球選手（+ 1956年）
- 7月25日 - 菅井一郎、俳優（+ 1973年）
- 7月26日 - アンドレ・ジェルトレル、ヴァイオリニスト（+ 1998年）
- 7月31日 - 白鳥由栄、昭和の脱獄王　(+ 1979年）

### 8月
- 8月1日 - マルガ・フォン・エッツドルフ、パイロット（+ 1933年）
- 8月1日 - 宮本常一、民俗学者（+ 1981年）
- 8月2日 - メアリー・ハマン、アメリカの作家およびエディター、花嫁&ホームのチーフエディター（+ 1984年）
- 8月3日 - 三鬼陽之助、経済評論家（+ 2002年）
- 8月8日 - 長谷川周重、実業家（+ 1998年）
- 8月10日 - 水町百窓、詩人、俳人（+ 1978年）
- 8月12日 - 淡谷のり子、歌手（+ 1999年）
- 8月12日 - エイチエン・アジュ、フランスの彫刻家（+ 1996年）
- 8月16日 - 平岡養一、シロフォン奏者（+ 1981年）
- 8月24日 - 広岡知男、野球選手、日本学生野球協会会長、日本アマチュア野球連盟会長（+ 2002年）
- 8月26日 - 藤林益三、第7代最高裁判所長官（+ 2007年）
- 8月29日 - ルリーン・タトル、女優（+ 1986年）
- 8月30日 - ジョン・モークリー、世界初のコンピュータであるENIACの主要開発者の一人（+ 1980年）

### 9月
- 9月1日 - ウォルター・ルーサー、アメリカ合衆国の労働運動・公民権運動指導者、全米自動車労働組合会長（+ 1970年）[5]
- 9月3日 - ローレン・アイズリー、ネブラスカの著述家（+ 1977年）
- 9月8日 - バック・レナード、野球選手（+ 1997年）
- 9月12日 - スパッド・チャンドラー、メジャーリーガー（+ 1990年）
- 9月17日 - 東野英治郎、俳優（+ 1994年）
- 9月25日 - 中橋基明、陸軍軍人・二・二六事件の参加将校の一人 (+ 1936年)

### 10月
- 10月1日 - 服部良一、作曲家・作詞家（+ 1993年）
- 10月5日 - ミセス・ミラー、アメリカの歌手（+ 1997年）
- 10月11日 - 永田靖、俳優（+ 1972年）
- 10月10日 - 愛知揆一[6]、大蔵官僚・政治家（+ 1973年）
- 10月14日 - イグナス・ゲルブ、歴史学者（+ 1985年）
- 10月20日 - 大伴麟三、映画監督（+ 1944年）
- 10月20日 - 荒木克業、陸軍軍人（+ 1932年）
- 10月22日 - ジミー・フォックス、メジャーリーガー（+ 1967年）
- 10月24日 - ブルーノ・ムナーリ、美術家（+ 1998年）
- 10月27日 - ヘルムート・ヴァルヒャ、オルガン奏者（+ 1991年）
- 10月28日 - 黒田健吾、プロ野球選手（+ 1979年）
- 10月30日 - 平野謙、文芸評論家（+ 1978年）

### 11月
- 11月2日 - 人生幸朗、漫才師（+ 1982年[7]）
- 11月10日 - 野田理一、詩人（+ 1987年）
- 11月13日 - ソラーシュ・ラースロー、フィギュアスケート選手（+ 1980年）
- 11月14日 - アストリッド・リンドグレーン、児童文学者（+ 2002年）
- 11月14日 - ハワード・ウィリアム・ハンター、末日聖徒のイエス・キリストの教会の総裁（+ 1995年）
- 11月14日 - ウィリアム・スタイグ、漫画家・児童文学作家（+ 2003年）
- 11月19日 - 浪花千栄子、女優（+ 1973年）
- 11月28日 - 村田扶実子、女優（+ 没年不明）
- 11月30日 - ジャック・バーザン、フランスの歴史家（+ 2012年）

### 12月
- 12月5日 - 林彪、中国の軍人・政治家（+ 1971年）
- 12月7日 - エドウィン・アラン・ライトナー、外交官（+ 1990年）
- 12月14日 - 石井良助、法制史学者（+ 1993年）
- 12月20日 - 竹内理三、歴史学者（+ 1997年）
- 12月20日 - 藤枝静男、作家（+ 1993年）

## 死去

### 1月
- 1月6日 - 阿部十郎、新選組隊士・御陵衛士（* 1837年）
- 1月20日 - ドミトリ・メンデレーエフ、化学者（* 1834年）

### 2月
- 2月5日 - ルートヴィヒ・トゥイレ、音楽教育家・作曲家（* 1861年）
- 2月10日 - 本因坊秀栄、囲碁棋士（* 1852年）
- 2月17日 - ジョズエ・カルドゥッチ、詩人・古典文学者・ノーベル文学賞受賞者（* 1835年）
- 2月19日 - 秋田映季、三春藩主・華族（* 1858年）
- 2月20日 - アンリ・モアッサン、化学者・ノーベル化学賞受賞者（* 1852年）

### 3月
- 3月6日 - 立見尚文、武士・軍人・華族（* 1845年）
- 3月12日 - 松本良順、幕臣・初代軍医総監・華族（* 1832年）
- 3月18日 - マルセラン・ベルテロ、化学者（* 1827年）
- 3月18日 - 若名英治、園芸家（* 1870年）
- 3月23日 - コンスタンチン・ポベドノスツェフ、法学者・政治家・思想家（* 1827年）
- 3月28日 - チック・スタル、メジャーリーガー（* 1873年）

### 4月
- 4月1日 - 織田秀実、華族（* 1875年）

### 5月
- 5月4日 - 鳳凰馬五郎、大相撲力士（* 1866年）
- 5月12日 - ジョリス＝カルル・ユイスマンス、小説家（* 1848年）
- 5月13日 - 金井之恭、志士・官僚・書家・貴族院議員（* 1833年）
- 5月30日 - オットマール・アンシュッツ、写真家（* 1846年）

### 6月
- 6月1日 - リヒャルト・ミュールフェルト、音楽家（* 1856年）
- 6月4日 - アガーテ・バッケル＝グロンダール、ピアニスト・作曲家（* 1847年）
- 6月21日 - レナ・ライス、テニス選手（* 1866年）

### 7月
- 7月3日 - ハインリヒ・クロイツ、天文学者（* 1854年）
- 7月5日 - クーノ・フィッシャー、哲学者・哲学史家（* 1824年）
- 7月14日 - ウィリアム・パーキン、化学者（* 1838年）
- 7月15日 - 秋瑾、革命家（* 1875年）
- 7月23日 - 六郷政鑑、本荘藩主（* 1848年）

### 8月
- 8月10日 - ヘルマン・エンデ、建築家（* 1829年）
- 8月13日 - ヘルマン・カール・フォーゲル、天文学者（* 1841年）
- 8月15日 - ヨーゼフ・ヨアヒム、ヴァイオリニスト・指揮者・作曲家（* 1831年）
- 8月17日 - 水野忠敬、沼津藩主・菊間藩主（* 1851年）
- 8月18日 - ジョン・カー、物理学者（* 1824年）
- 日不詳 - 阿部守衛、剣術家 (* 1846年)

### 9月
- 9月2日 - 陸羯南、ジャーナリスト（* 1857年）
- 9月4日 - エドヴァルド・グリーグ、作曲家（* 1843年）
- 9月6日 - シュリ・プリュドム、詩人・ノーベル文学賞受賞者（* 1839年）
- 9月17日 - イグナーツ・ブリュル、ピアニスト・作曲家（* 1846年）
- 9月28日 - フリードリヒ1世、バーデン大公国大公（* 1826年）

### 10月
- 10月5日 - 中山慶子、明治天皇生母（* 1836年）
- 10月7日 - 池田政礼、生坂藩主（* 1850年）
- 10月15日 - モーリス・ローイ、天文学者（* 1833年）
- 10月17日 - グスタフ・ツォイナー、物理学者・工学者（* 1828年）

### 11月
- 11月1日 - アルフレッド・ジャリ、小説家・劇作家（* 1873年）
- 11月2日 - 沖田みつ、沖田総司の姉（* 1833年）
- 11月10日 - シャルル・ダンクラ、ヴァイオリニスト・作曲家（* 1817年）
- 11月11日 - 酒井忠惇、姫路藩主・華族（* 1839年）
- 11月21日 - パウラ・モーダーゾーン＝ベッカー、画家（* 1876年）
- 11月21日 - ガエターノ・ブラーガ、作曲家・チェリスト（* 1829年）
- 11月22日 - アサフ・ホール、天文学者（* 1829年）
- 11月26日 - 三遊亭圓遊（初代）、落語家（* 1850年）

### 12月
- 12月8日 - オスカル2世、スウェーデン国王・ノルウェー国王（* 1829年）
- 12月16日 - 浅井忠、画家（* 1856年）
- 12月17日 - ウィリアム・トムソン、物理学者（* 1824年）
- 12月23日 - ピエール・ジャンサン、天文学者（* 1824年）

### 日時不詳
- 日付不詳 - 野村徳七、野村財閥創始者（* 1850年）
- 日付不詳 - 函館大経、ホースマン（* 1847年）
- 日付不詳 - 升本喜兵衛 (初代)、実業家（* 1822年）

## ノーベル賞
- 物理学賞 - アルバート・マイケルソン (Albert Abraham Michelson)
- 化学賞 - エドゥアルト・ブフナー (Eduard Buchner)
- 生理学・医学賞 - シャルル・ルイ・アルフォンス・ラヴラン (Charles Louis Alphonse Laveran)
- 文学賞 - ラドヤード・キップリング (Rudyard Kipling)
- 平和賞 - エルネスト・テオドロ・モネータ (Ernesto Teodoro Moneta)、ルイ・ルノー (Louis Renault)